# Валашское восстание

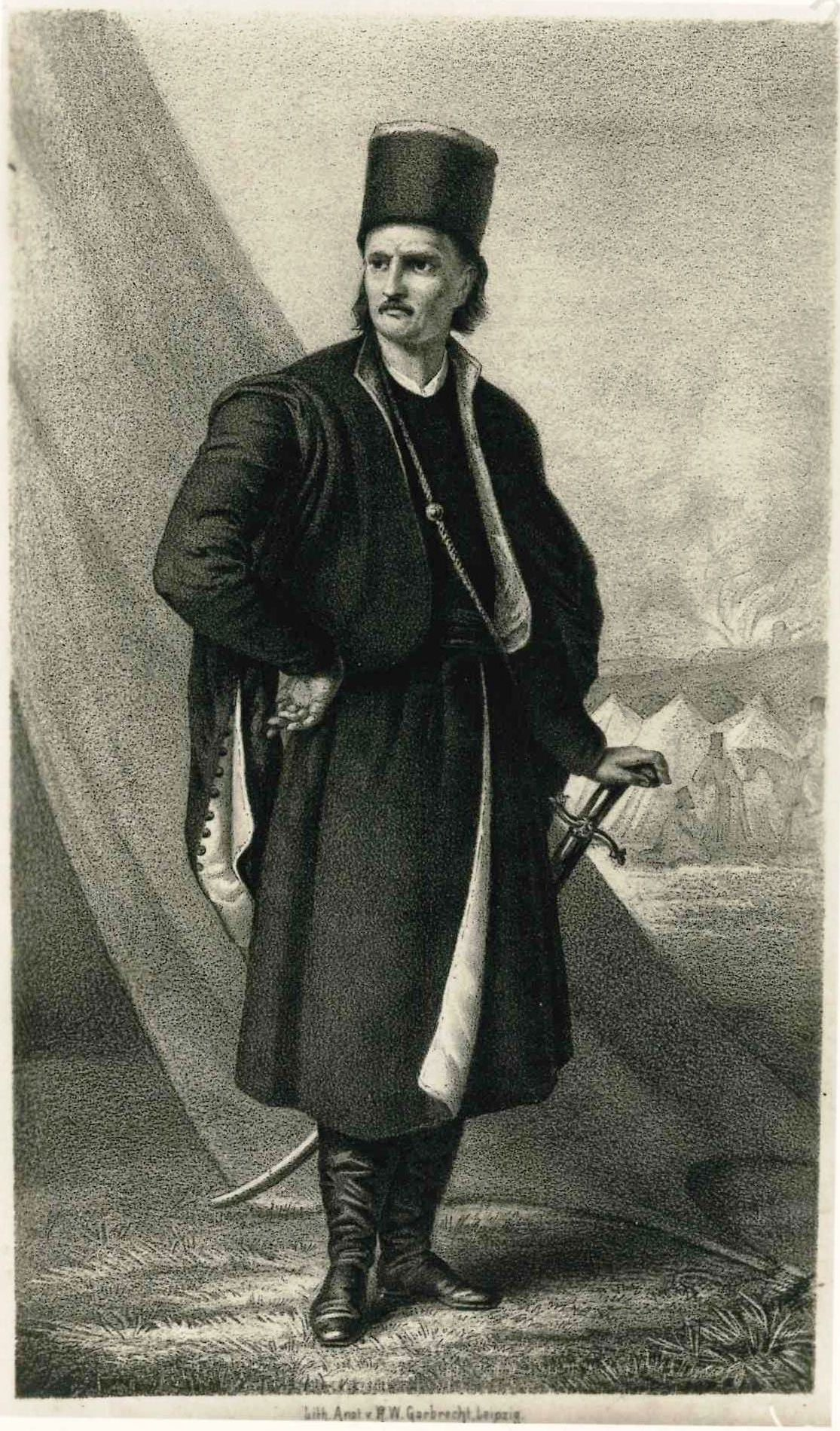
Тудор Владимиреску

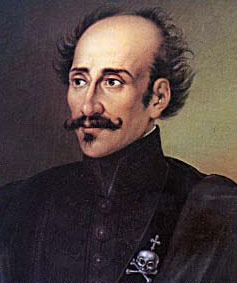
Ипсиланти, Александр Константинович

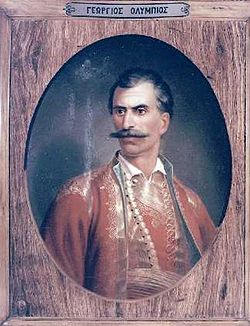
Олимпиос, Георгакис

Вала́шское восста́ние (рум. Revoluția de la 1821) — восстание румынских крестьян и пандуров в 1821 году в Валахии, Олтении и Молдове под руководством Тудора Владимиреску, часть которых присоединилась впоследствии к отрядам Филики Этерия под общим руководством Александра Ипсиланти. Цель, к которой стремились повстанцы — обретение независимости Валашского княжества от Османской империи и уменьшение роли бояр в управлении государством. Восстание было жестоко подавлено турецкими войсками.

## Причины
Причинами восстания послужило положение валашских крестьян: высокие налоги, барщина, зависимость от бояр. Валахия начала XIX века была подконтрольна фанариотам и боярам, которые стремились обогатиться за счёт государства. Политические и экономические привилегии и всевластие бояр также вызвало недовольство среди горожан-рабочих. Недовольных также поддержали некоторые мелкие помещики и бояре, которым не достались выгодные прибыльные места во власти.
Также одной из причин восстания послужило стремление к обретению независимости Валашского княжества и развернувшаяся на Балканах борьба против Турции. Сам Тудор Владимиреску, возглавивший восстание, стремился к освобождению Валахии от владычества Турции.

## Ход событий
Созданное в 1814 году тайное общество греков-патриотов Филики Этерия (Гетерия), подготавливая Греческую революцию, изначально пыталось превратить её в восстание всех балканских христиан против Османской империи. По поручению Филики Этерия Георгакис Олимпиос посвятил в общество Владимиреску, которого он знал и который, также как Олимпиос, служил в русской армии, получив орден Владимира третьей степени с мечами. (Некоторые авторы связывают с этим фактом саму фамилию Владимиреску, однако, этот факт вызывает определённые сомнения, поскольку в румынском селе Владимири, где родился Тудор, вполне могла быть такая фамилия.) Владимиреску был посвящён в общество и принял предложение возглавить восстание.
17 января 1821 г., воспользовавшись недовольством населения в западной части Валахии (Олтения или Малая Валахия), вызванным злоупотреблениями господаря Валахии Александр Суцу, который пытался отнять землю у жителей города Тырговиште и обложил новым налогом пандуров, а также наступившей предсмертной агонией последнего, Владимиреску, сопровождаемый 25 бойцами Олимпиоса, к которым по дороге примкнули ещё 11 бойцов, начал в Тырговиште восстание, опубликовав своё антифеодальное воззвание. Вскоре, Александр Суцу скончался (по-видимому, отравленный). Сразу после этого, Владимиреску с небольшим отрядом арнаутов отправился по селам Малой Валахии, чтобы поднять восстание. Первыми к Владимиреску, который во время русско-турецкой войны 1806−1812 в чине поручика командовал корпусом румынских добровольцев-пандуров, действовавшим в войсках господаря Константина Ипсиланти, входивших в состав русской армии, присоединились его бывшие соратники пандуры, которые и стали главной движущей силой восстания, а затем к нему стали стекаться все обездоленные и угнетенные. Изначально центром восстания стал жудец Мехединць.
Восставшие имели договорённости с гетеристами, которые обещали им помощь в борьбе против турок. Кроме того, поскольку турки не могли, согласно русско-турецкому договору, ввести войска в Валахию, они поручили подавление восстания Владимиреску Олимпиосу и Фармакису, не подозревая того, что, они же и были его организаторами. И тогда «начались комедийные сцены» когда Владимиреску преследовали действительные организаторы его восстания.
Восставшим удалось занять Падеш, где началась раздача боярских и монастырских земель крестьянам. Крестьяне других регионов, узнав о происходящем в Падеше, тоже поднялись на восстание. Благодаря этому, восстание охватило Олтению, всю Валахию и часть Молдовы. Одновременно, отряды повстанцев постепенно продвигались к Бухаресту. Валашский господарь, узнав о приближении к столице восставших, попытался подавить его, отправив в неспокойные регионы войска, состоявшие из арнаутов, но господарские войска перешли на сторону крестьян.
В конце февраля Тудор Владимиреску с верными ему отрядами разбил лагерь в Котроченах в предместьях Бухареста. Отсюда он обратился к жителям столицы с воззваниями встать на его сторону. Часть бояр, входившая в диван господаря, в особенности из числа греков, после воззвания бежала в Трансильванию. Оставшиеся несколько бояр во главе с Дионисием Лупу образовали новый диван, который начал вести переговоры с повстанцами. В результате переговоров, 16 марта Тудор Владимиреску признал право дивана руководить Валахией, в свою очередь, бояре признали повстанческое движение «полезным для страны».
В то же время, воспользовавшись сложившейся обстановкой, в Молдавское княжество вошли отряды гетеристов. 22 февраля (6 марта) 1821 вместе с группой гетеристов из России по льду замерзший Прут перешёл князь Александр Ипсиланти, внук Александра Ипсиланти (старшего) и сын Константина Ипсиланти, валашских господарей, генерал-майор русской армии, признанный за год до этого гетеристами генерал-эфором (то есть блюстителем «верховной власти»). Ипсиланти призвал народ дунайских княжеств к восстанию против турецкого ига. 25 февраля гетеристы были уже у Бухареста, где остановились у Колентины.
И Тудор Владимиреску, и гетеристы надеялись на помощь со стороны Российской империи.
Однако, российская сторона не поддержала восставших. Император Александр I, как создатель и вдохновитель монархического «Священного союза», не мог поддержать выгодное ему восстание потому, что оно было направлено против монарха, и, соответственно, против созданного «Священного союза». Гетеритсы тоже не спешили поддержать восставших пандур активными действиями.
Поняв, что помощи от России ждать не следует, Тудор изменил тактику. С помощью австрийского консула Удрицкого он начал вести тайные сепаратные переговоры с Османской империей, чтобы избежать турецкой интервенции, одновременно укрепляя свои позиции. По греческим источникам, Владимиреску при этом рассчитывал стать господарем Валахии и обещал туркам нейтрализовать гетеристов Ипсиланти, отношения пандуров с которыми, несмотря на совместные действия против Турции, все время оставались довольно напряжёнными.
Сам факт переговоров резко ухудшил отношения Владимиреску с Ипсиланти. Недовольные этим гетеристы порывают отношения с Владимиреску, чем вскоре и воспользовались турки. В Валахию, с разрешения России, были направлены турецкие войска, которые 1 мая вошли в дунайские княжества и направились к Бухаресту. Комендант Бухареста Савва Каминарис перебежал к туркам. Пандуры и гетеристы были вынуждены покинуть Бухарест и начали отступление в Олтению.
В создавшихся условиях пандуры и гетеристы были вынуждены пойти на переговоры между собой. В переговорах приняли участие Тудор Владимиреску и капитан Георгакис Олимпиос, представитель Ипсиланти. Переговоры завершились временным соглашением о взаимной помощи в случае атаки со стороны турок. Но это соглашение просуществовало всего несколько дней.
Далее описание событий в разных источниках отличается. По одним, капитан Олимпиос подкупил некоторых командиров отрядов пандуров, недовольных жесткой дисциплиной, установленной Владимиреску, которые похитили его и доставили в Тырговиште, к Ипсиланти.
По другим источникам, 21 мая Олимпиос Георгакис, узнав о некоей смуте в лагере Владимиреску, во главе 230 бойцов, прибыл в Голешти, где стояли 3 тыс. валашских пандуров. Без обиняков Олимпиос обвинил публично своего бывшего друга в предательстве и, заручившись согласием пандур, отправил Владимиреску в лагерь Ипсиланти в Тырговиште, под трибунал.
Трибунал гетеристов в Тырговиште приговорил Владимиреску к смерти, но Василис Каравиас и адъютант Ипсиланти поляк Гарновский исполнили приговор таким образом, что это стало злодейским убийством. Перед смертью Владимиреску по приказу Ипсиланти пытали, а затем убили. Тело разрубили на части и бросили в колодец.
И, хотя факт готовившегося удара Владимиреску против гетеристов не оспаривался и их противниками, поспешный суд и убийство Владимиреску, практически, лишило гетеристов поддержки местного населения в ходе военных действий на чужой территории.
После гибели лидера румынские крестьяне и пандуры продолжали сопротивление турецким войскам. Первое масштабное сражение между греческими гетеристами и турками произошло возле Дрэгэшани (см. Сражение при Драгашани). В этом сражении отряды гетеристов были разбиты, а сформированный из греческого студенчества «Священный корпус» пал героически до последнего.
Оставшиеся в живых греки ушли в Молдову, где 17 июня прозванный «новым Леонидом» Танасис Карпенисиотис с его 300(400) соратниками самоотверженно погибли в бою «во славу оружия» в сражении у Скулени (см. Битва при Скулени), отказавшись перед этим перейти на российский берег Прута.
Фармакис и Олимпиос продолжали воевать в дунайских княжествах до сентября. Они, во главе 350 бойцов, предприняли попытку через Молдову пробраться в российскую Бессарабию, а оттуда в Грецию. Окружённые большими турецкими силами в монастыре Секку, в сентябре 1821 г. повстанцы оказали многодневное сопротивление (см. Бой у монастыря Секку). После 14 дней обороны, 23 сентября 1821 г. Фармакис и большинство защитников монастыря сдались под гарантии турок и австрийца Вольфа. Олимпиос и 11 бойцов забаррикадировались на колокольне и когда турки ворвались на монастырский двор и попытались забраться наверх, защитники колокольни взорвали себя и атакующих. Все сдавшиеся под гарантии турок и Вольфа были вырезаны. Фармакис был доставлен в Константинополь, где после пыток был публично обезглавлен.
Яннакис Колокотронис с сотней бойцов пробился к Дунаю, переправился через него и прошёл с боями через Болгарию и Северную Грецию до полуострова Пелопоннес, подоспев на помощь своему родственнику Теодоросу Колокотронису, осаждавшему турок в Триполисе (Осада Триполицы).

## Последствия
Валашское восстание сыграло важную роль не только в дальнейшем развитии национально-освободительного движения в Румынии, но и в Греции. В марте 1821 г. разразилась Греческая революция непосредственно в Греции. Военные действия гетеристов в придунайских княжествах и валашское восстание отвлекли внимание и силы осман за Дунай, чем объективно способствовали успеху восстания в Греции.
После ввода на территорию дунайских княжеств, турецкие войска стали проводить жестокие массовые репрессии, которые завершились в августе 1821. Например, в ходе лишь одной из них было более 800 жертв. На рисунке, озаглавленном «Турецкое вероломство» (нем. Türkische Treue) изображена «резня (убийство) бимбаша Саввы Каминариса и союзников Гетерии в Бухаресте» 7(19 августа) 1821.
Несмотря на поражение восстания в Валахии, руководители страны стали назначаться не из-за границы, а из среды местных бояр. Валашское восстание сыграло важную роль в развитии демократического и национально-освободительного румынского движения. Опыт восстания 1821 года был перенят участниками валашской революции 1848 года. По словам революционера Николая Бэлческу, «революции 1821 и 1848 годов тесно взаимосвязаны между собой».